# 김의광
김의광(金義光: 미상~1296년 7월 13일(음력 6월 12일))은 고려의 관료로, 원래는 충주 관노 출신이다.

## 이력
- 생년: 미상. 김장(金壯)의 아들로 태어남.[2]
- 1234년에서 1249년 사이[3]: 아버지가 최우에게 청탁해 진양부(晉陽府)의 내수(內竪)[4]가 되었음.[2]
- 1269년(원종 10): 충렬왕이 세자일 적에 세자 곁에 시종함.[5]
- 1273년(원종 14): 원나라에서 황후와 황태자를 책봉한 사실을 알려오자 원나라에 가서 책봉을 하례함. 이때 그의 관직은 보승(保勝) 소속 별장(別將: 정7품)이었음.[6]
- 1278년(충렬왕 4): 내료로서 낭장(郎將: 정6품) 정승오(鄭承伍), 강석(姜碩), 이서(李恕) 등과 함께 신문색(申聞色: 액정국(掖庭局))이 됨.[7]
- 1282년(충렬왕 8): 충렬왕이 세자일 적에 세자 곁에 시종한 것을 인정받아 일등 공신이 됨.[5]
- 1284년(충렬왕 10): 내료로서 높은 관직을 받음.[8]
- 1288년(충렬왕 14): 충렬왕과 제국대장공주가 묘련사(妙蓮寺)에 행차했는데 그곳에서 환관인 장군(將軍) 최세연(崔世延)과 함께 채붕(彩棚)을 설치하고 잡희(雜戱)를 벌임.[9]
- 1296년(충렬왕 22): 부지밀직사사(副知密直司事: 종2품)로 죽음.[1]

## 참고 자료
- 《고려사》
- 《고려사절요》
- 이승휴, 《동안거사집》